# Herbert III van Vermandois
Herbert III van Vermandois (ca. 954 - 29 augustus 1000) was een zoon van Albert I van Vermandois uit het karolingische huis der Herbertijnen en Gerberga van Lotharingen. Hij volgde in 987 zijn vader op als graaf van Vermandois en nam tevens de titel aan van abt van Saint-Quentin en van Sint Crispijn van Soissons. Herbert begiftigde vele kerken.
Hij huwde voor 987 met Ermengarde (ca. 945 - 1015) en werd de vader van:
- Albert II (-1016)
- Otto (989-1045)

Herbert wordt ook wel als Herbert IV geteld; in dat geval wordt zijn oom Herbert de Oude die trouwde met Hedwig van Wessex, als Herbert III van Vermandois beschouwd.

## Voorouders
| Voorouders van Herbert III van Vermandois (954-1000) | Voorouders van Herbert III van Vermandois (954-1000)                        | Voorouders van Herbert III van Vermandois (954-1000)                        | Voorouders van Herbert III van Vermandois (954-1000)                       | Voorouders van Herbert III van Vermandois (954-1000)                       |                                                                            |
| ---------------------------------------------------- | --------------------------------------------------------------------------- | --------------------------------------------------------------------------- | -------------------------------------------------------------------------- | -------------------------------------------------------------------------- | -------------------------------------------------------------------------- |
| Overgrootouders                                      | Herbert I van Vermandois (850-907) ∞ Bertha van Morvois (862-907)           | Robert van Bourgondië (866-923) ∞ ? (-)                                     | Reinier I van Henegouwen (850-916) ∞ 885 Alberada (854-na 919)             | Hendrik de Vogelaar (876-936) ∞ Mathilde van Ringelheim (895-968)          |                                                                            |
| Grootouders                                          | Herbert II van Vermandois (884-943) ∞ 907 Adelheid van Bourgondië (890-943) | Herbert II van Vermandois (884-943) ∞ 907 Adelheid van Bourgondië (890-943) | Giselbert II (885-939) ∞ 928 Gerberga van Saksen (913-984)                 | Giselbert II (885-939) ∞ 928 Gerberga van Saksen (913-984)                 |                                                                            |
| Ouders                                               | Albert I van Vermandois (931-987) ∞ 954 Gerberga van Lotharingen (935-978)  | Albert I van Vermandois (931-987) ∞ 954 Gerberga van Lotharingen (935-978)  | Albert I van Vermandois (931-987) ∞ 954 Gerberga van Lotharingen (935-978) | Albert I van Vermandois (931-987) ∞ 954 Gerberga van Lotharingen (935-978) | Albert I van Vermandois (931-987) ∞ 954 Gerberga van Lotharingen (935-978) |